# Pretty Cure
Серия Pretty Cure (яп. プリキュアシリーズ Пурикюа Сири:дзу, тж. PreCure, букв. «Хорошенькое лекарство») — проект студии Toei Animation, в рамках которого было создано 20 аниме в жанре «махо-сёдзё». Первый сериал, Futari wa Pretty Cure, транслировался на японском телевидении с 2004-2005 годах, за ним последовали сиквелы и побочные серии, новейшей из которых стала Kimi to Idol Pretty Cure♪. Каждая часть Pretty Cure имеет собственный сюжет и персонажей. Все они были сняты режиссёром Идзуми Тодо — псевдоним коллектива аниматоров студии Toei Animation, также использовавшийся в работе над Ojamajo Doremi и некоторыми другими аниме.

## Сериалы
В настоящее время создано двадцать сезонов из данной аниме-серии, два из которых являются прямыми продолжениями предыдущей истории. В остальном — каждый новый сезон имеет свою собственную историю, персонажей и мотивы. Сейчас в производстве 21-й сезон:
- Хорошенькое лекарство (яп. ふたりはプリキュア)[1] — аниме, созданное под руководством «Идзуми Тодо». Транслировалось в 2004—2005 годах. В сериале появляются героини Нагиса Мисуми и Хонока Юкисиро, избранные феями Света защищать волшебный мир.
- Хорошенькое лекарство 2 (яп. ふたりはプリキュアMax Heart)[2] — сиквел Futari wa Pretty Cure, транслировался в 2005—2006 годах. Нагиса и Хонока вновь встречаются с обитателями мира фей.
- Хорошенькое лекарство 3 (яп. ふたりはプリキュアSplash★Star)[3] — третья часть серии Pretty Cure с совершенно новым сюжетом. На сей раз в борьбу со злом на стороне фей вступают девочки Саки Хюга и Май Мисё. Основная тема — энергия и чудеса.
- Хорошенькое лекарство 4 (яп. Yes！プリキュア 5)[4] — аниме, показанное в 2007—2008 годах. Нодзоми Юмэхара сражается с организацией под названием «Ночной кошмар». Основной темой произведения являются бабочки.
- Хорошенькое лекарство 5 (яп. Yes！プリキュア 5 GoGo！)[5] — сиквел PreCure 5, выпущенный в 2008 году. Основной темой произведения являются розы.
- Хорошенькое лекарство 6 (яп. フレッシュプリキュア！)[6] — шестая часть серии, транслировавшаяся с 01.02.2009 года—31.01.2010 года. Мир спасает Лав Момодзоно, мечтавшая стать танцовщицей. Первая часть Pretty Cure, где враг становится частью команды — Хигаси Сэцуна. Основная тема — удача.
- Хорошенькое лекарство 7 (яп. ハートキャッチプリキュア！)[7] представляет новую героиню, Цубоми Ханасаки, увидевшую во сне увядшее Дерево сердец и исчезающих фей. Первый сезон, в котором «монстр серии» появляется при воздействии на человека. Сериал транслировался с февраля 2010 по январь 2011 года. Тема сериала — цветы и мода.
- Хорошенькое лекарство 8 (яп. スイートプリキュア♪) — восьмой сезон, показанный с 6 февраля 2011 по 29 января 2012 года. Хибики Ходзё и Канадэ Минамино спасают мир вместе с Эллен Курокавой, Ако Сирабэ и феей Хамми. Вторая часть в Pretty Cure, где враг становится частью команды — Эллен Курокава. Основная тема — музыка.
- Хорошенькое лекарство 9 (яп. スマイルプリキュア！) — девятый сериал, трансляция которого началась в феврале 2012 года.[8] Со злым императором Пьеро сражается Миюки Хосидзора и её команда из четырёх девушек. Завершён в январе 2013 года Тема — сказки и эмоции.
- Хорошенькое лекарство 10 (яп. ドキドキ！プリキュア) — десятый сериал, который начался в Японии с февраля 2013 года и повествует о Мане Аиде и её команде из четырёх девушек. Основная тема — любовь и карты.
- Хорошенькое лекарство 11 (яп. ハピネスチャージプリキュア！) — одиннадцатый сезон, который начался после Doki Doki PreCure в феврале 2014 года[9]. Мэгуми Айно спасает Землю силой любви и счастья вместе с другими Воительницами. Основная тема — айдолы и мода.
- Хорошенькое лекарство 12 (яп. Go！プリンセスプリキュア) — двенадцатый сезон, который начался после Happiness Charge Precure! в феврале 2015 года[10]. Харука Харуно мечтает стать настоящей принцессой и сделать всё для исполнения своей заветной мечты! А в этом ей помогают её подруги-воительницы. Третий сезон, где враг становится частью команды — Акаги Това. Основные темы — сказки, принцессы, и мечты.
- Хорошенькое лекарство 13 (яп. 魔法つかいプリキュア！) — тринадцатый сезон, который начался после Go! Princess Precure в феврале 2016 года.[11]. Мирай Асахина, любящая магию, сражается со злом вместе с Рико Изаёй и Котохой Ханами. Основные темы — ведьмы, магия и дружба. Выход сериала был приурочен к 50-летию жанра махо-сёдзё.
- Хорошенькое лекарство 14 (яп. キラキラ☆プリキュアアラモード) — четырнадцатый сезон, который начался после Maho Girls PreCure! 5 февраля 2017 года и повествует о команде девушек, которые защищают энергию КираКира, находящуюся в сладостях. Основные темы — сладости и животные.
- Хорошенькое лекарство 15 (яп. HUGっと！プリキュア) — пятнадцатый сезон, который начался после KiraKira☆Precure A La Mode в феврале 2018 года и повествует о героинях, которые защищают будущее людей от злодейской корпорации. Четвёртый сезон, где враг становится частью команды — Лулу Амур. Основные темы — профессии и будущее.
- Хорошенькое лекарство 16 (яп. スター☆トゥインクルプリキュア) — шестнадцатый сезон, который начался после HUGtto! Precure в феврале 2019 года. Хикару Хошина сражается со злом вместе с Лалой Хагаромо, Еленой Амамией, Мадокой Кагуей, и позже Юни. Основные темы — космос, знаки зодиака, и воображение.
- Хорошенькое лекарство 17 (яп. ヒーリングっど♥プリキュア) — семнадцатый сезон, который начался после Star☆Twinkle PreCure 2 февраля 2020 года. Нодока Ханадэра сражается со злом вместе с Чию Саваидзуми, Хинатой Хирамицу и Асуми Фурин. Основные темы — лечение и природа.
- Хорошенькое лекарство 18 (яп. トロピカル～ジュ！プリキュア) — восемнадцатый сезон, который начался после Healin' Good! PreCure 28 февраля 2021 года. Манацу Нацуми сражается со злодеями, которые хотят отнять у людей мотивацию, вместе с Минори Итиносе, Асукой Такидзавой, Санго Судзумурой и Лаурой Ла Мер. Основные темы — тропики, макияж, и море.
- Хорошенькое лекарство 19 (яп. デリシャスパーティ♡プリキュア) — девятнадцатый сезон, который начался после Tropical-Rouge! PreCure 6 февраля 2022 года. Юи Нагоми сражается со злом вместе с Коконе Фувой, Ран Ханамити и Амане Касаи. Основные темы — еда, благодарность, и щедрость.
- Хорошенькое лекарство 20 (яп. ひろがるスカイ！プリキュア) — двадцатый сезон, который начался после Delicious Party♡PreCure 5 февраля 2023 года. В этот раз мир спасает Сора Хареватару. Выход сезона приурочен к двадцатилетнему юбилею франшизы Pretty Cure. Основные темы сезона — небо и супергерои.
- Хорошенькое лекарство 21 (яп. わんだふるぷりきゅあ！) — двадцать первый сезон, который начался после Hirogaru Sky! Pretty Cure в феврале 2024 года. Ироха Инукай сражается со злом вместе с Комуги Инукай, Юки Некоясики и Маю Некоясики. Основные темы — животные и их дружба с людьми.
- Хорошенькое лекарство 22 (яп. キミとアイドルプリキュア♪) — двадцать второй сезон, который начался после Wonderful Pretty Cure! 2 февраля 2025 года. Основная тема — айдолы.

## Полнометражные анимационные фильмы
Фильмы серии Pretty Cure делятся на два вида — серийные (созданные по сезону, идущему в момент выхода фильма на экраны) и, так называемые, All Stars, в сюжете которого принимают участие героини всех сезонов франшизы. Во второй сезон вошли два фильма.
1. Futari wa Pretty Cure Max Heart: The Movie (яп. 映画 ふたりはプリキュア ー マックスハート Eiga Futari wa Purikyua Makkusu Haato)[12]
2. Futari wa Pretty Cure Max Heart: Friends of the Snow-Laden Sky (яп. 映画 ふたりはプリキュア ー マックスハート Eiga Futari wa Purikyua Makkusu Haato 2: Yukizora no Tomodachi)[13]
3. Pretty Cure Splash Star Tic-Tac Crisis Hanging by a Thin Thread! (яп. ふたりはプリキュア スプラッシュ☆スター チクタク危機一髪! Futari wa Precure Splash Star Tick Tack Kiki Ippatsu!)[14]
4. Yes! Precure 5: Great Miraculous Adventure in the Mirror Kingdom! (яп. Ｙｅｓ!プリキュア５ 鏡の国のミラクル大冒険! Yes! Precure 5: Kagami no Kuni no Miracle Daibōken!)[15]
5. Yes! Precure 5 GoGo! Happy Birthday in the Land of Sweets (яп. Yes!プリキュア5 GoGo! お菓子の国のハッピーバースディ♪ Yes! Precure 5 GoGo! Okashi no Kuni no Happy Birthday)[16]
6. Pretty Cure All Stars DX: Everyone's Friends — the Collection of Miracles! (яп. プリキュアオールスターズＤＸ みんなともだちっ☆奇跡の全員大集合！ Precure All Stars DX: Minna Tomodachi— Kiseki no Zenin Daishūgō!)[17]
7. Fresh Pretty Cure! The Kingdom of Toys has Lots of Secrets!? (яп. 映画フレッシュプリキュア!　おもちゃの国は秘密がいっぱい!? Furesshu Purikyua! Omocha no Kuni wa Himitsu ga Ippai!?)[18]
8. Pretty Cure All Stars DX2: Light of Hope — Protect the Rainbow Jewel! (яп. プリキュアオールスターズＤＸ 希望の光レインボージュエルを守れ！ Precure All Stars DX2: Kibou no Hikari Rainbow Jewel wo Mamore!)[19]
9. HeartCatch PreCure! the Movie: Fashion Show in the Flower Capital... Really?! (яп. 映画ハートキャッチプリキュア！花の都でファッションショー···ですか！？ Eiga HātoKyatchi PuriKyua! Hana no Miyako de Fasshon Shō...Desu ka!?)
10. Pretty Cure The Movie All Stars DX 3: Deliver the Future! The Rainbow~Colored Flower That Connects the World! (яп. プリキュアオールスターズDX3 未来にとどけ！世界をつなぐ☆虹色の花 Eiga Precure All Stars DX 3: Mirai ni Todoke! Sekai wo Tsunagu☆Niji-Iro no Hana)
11. Suite Pretty Cure♪ The Movie : Take it back! The Miraculous Melody that Connects Hearts! (яп. 映画 スイートプリキュア♪ とりもどせ! 心がつなぐ奇跡のメロディ♪ Eiga Suite PreCure♪ : Torimodose! Kokoro ga Tsunagu Kiseki no Melody!)
12. Pretty Cure All Stars New Stage: Friends of the Future! (яп. 映画 プリキュアオールスターズ New Stage みらいのともだち Eiga Precure All Stars New Stage: Mirai no Tomodachi)
13. Smile Precure! The Movie: Big Mismatch in a Picture Book! (яп. 映画 スマイルプリキュア! 絵本の中はみんなチグハグ! Eiga Smile Precure! Ehon no Naka wa Minna Chiguhagu!)
14. Pretty Cure All Stars New Stage 2: Friends of the Heart! (яп. 映画 プリキュアオールスターズ New Stage 2 心の友達 Eiga Precure All Stars New Stage 2: Kokoro no Tomodachi)
15. Doki Doki! Pretty Cure! The Movie Mana is Getting Married!!? The Dress of Hope that Connects to the Future (яп. 映画 ドキドキ！プリキュア マナが結婚!!? 未来につなぐ希望のドレス Eiga Dokidoki! Precure: Mana ga Kekkon!!? Mirai ni Tsunagu Kibō no Doresu)
16. Pretty Cure All Stars New Stage 3: Eternal Friends! (яп. 映画 プリキュアオールスターズ New Stage 3 永遠のともだち Eiga Precure All Stars New Stage 2: Eien no Tomodachi)
17. Happiness Charge Pretty Cure!: Ballerina of the Doll Kingdom (яп. 映画ハピネスチャージプリキュア！人形の国のバレリーナ Happiness Charge Pretty Cure!: Ningyou no Kuni no Barerīna)
18. Pretty Cure All Stars Spring Carnival♪ (яп. プリキュアオールスターズ 春のカーニバル♪ Pretty Cure All Stars Haru no Carnival♪)
19. Go! Princess Precure : Go! Go!! Splendid Triple Feature (яп. 映画 Go！プリンセスプリキュア Go! Go!! 豪華3本立て!!  Go! Princess Pretty Cure: Go! Go!! Gōka Sanbon Date!!)
20. Precure All Stars: Singing With Everyone♪ Miraculous Magic! (яп. 映画 プリキュアオールスターズみんなで歌う♪奇跡の魔法♪！ Precure All Stars: Minna de Utau♪ Kiseki no Mahou!)
21. Maho Girls Precure! The Movie: Miraculous Transformation! Cure Mofurun! (яп. 映画魔法つかいプリキュア！奇跡の変身！キュアモフルン！ Eiga Mahō Tsukai Purikyua! Kiseki no Henshin! Kyua Mofurun!)
22. Precure Dream Stars! (яп. プリキュアドリームスターズ! Purikyua Dorīmu Sutāzu!)
23. KiraKira☆Pretty Cure A La Mode: Crispy! The Mille-feuille of Memories! (яп. 映画キラキラ☆プリキュアアラモード　パリッと！想い出のミルフィーユ! Eiga KiraKira☆Purikyua A Ra Mōdo: Paritto! Omoide no Mirufīyu!)
24. Pretty Cure Super Stars! (яп. プリキュアスーパースターズ! Purikyua Sūpā Sutāzu!)

## Видеоигры
Несколько видеоигр данной серии было произведено компанией Bandai для портативных систем и образовательных консолей.
Портативные игры
- Futari wa Pretty Cure: Arienai! Yume no Sono wa Daimeikyu (яп. ふたりはプリキュア ありえな～い！夢の園は大迷宮) (2004, Game Boy Advance)
- Futari wa Pretty Cure: Max Heart — Maji? Maji!? Fight de IN Janai (яп. ふたりはプリキュアマックスハート マジ?マジ?!ファイト de INじゃない) (2005, Game Boy Advance)
- Futari wa Pretty Cure: Max Heart — Danzen! DS de Precure — Chikara wo Awasete Dai Battle (яп. ふたりはプリキュアマックスハート　DANZEN!DSでプリキュア力をあわせて大バトル！!) (2005, Nintendo DS)
- Yes! Pretty Cure 5 Go Go: Zenin Shu Go! Dream Festival (яп. Yes！プリキュア5GoGo！ 全員しゅーGo!ドリームフェスティバル) (2008, Nintendo DS)
- Fresh Pretty Cure: Asobi Collection (яп. フレッシュプリキュア!あそびコレクション) (2009, Nintendo DS)
- HeartCatch PreCure! Oshare Collection (яп. ハートキャッチプリキュア!おしゃれコレクション) (2010, Nintendo DS)
- Koe de Asobou! HeartCatch PreCure! (яп. こえであそぼう!ハートキャッチプリキュア!) (2010, Nintendo DS)
- Suite PreCure♪: Melody Collection (яп. スイートプリキュア♪ メロディコレクション) (2011, Nintendo DS)
- Smile PreCure! Let's Go! Märchenland (яп. スマイルプリキュア!レッツゴー!メルヘンランド) (2012, Nintendo 3DS)
- PreCure All Stars: Zenin Shūgō☆Let's Dance (яп. プリキュアオールスターズ ぜんいんしゅうごう☆レッツダンス！) (2013, Wii)
- DokiDoki! PreCure Narikiri Live (яп. ドキドキ！プリキュア なりきりライブ) (2013, Nintendo 3DS)
- Go! Princess PreCure: Sugar Ōkoku to Rokunin no Princess" (яп.  Go! プリンセスプリキュア シュガー王国と6人のプリンセス) (2015, Nintendo 3DS)

Аркады
- PreCure All Stars Data Carddass series (яп. プリキュアデータカードダスシリーズ) (2007~Ongoing)

Образовательные игры
- Futari wa Pretty Cure (яп. ふたりはプリキュア) (2004, Sega Pico)
- Futari wa Pretty Cure: Max Heart (яп. ふたりはプリキュアMaxheart) (2005, Beena)
- Futari wa Pretty Cure Splash Star (яп. ふたりはプリキュアスプラッシュスター) (2006, Beena)
- Yes! Pretty Cure 5 Go Go: Love Love Hiragana Lesson (яп. Yes！プリキュア5GoGo！lovelove☆ひらがなレッスン) (2008, Beena)
- Isshoni Henshin Fresh Pretty Cure (яп. いっしょにへんしん♥フレッシュプリキュア！) (2009, Beena)
- Oshare ni Henshin HeartCatch PreCure! (яп. おしゃれにへんしん★ハートキャッチプリキュア！) (2010, Beena)
- Suite PreCure♪: Happy Oshare Harmony☆ (яп. スイートプリキュア♪ハッピーおしゃれハーモニー☆) (2011, Beena)

## Прочие издания

### Короткометражные фильмы
В 2006 году был выпущен 12-минутный фильм, посвящённый третьему сезону Pretty Cure Splash☆Star, который назывался Futari wa Pretty Cure Splash☆Star Magic★Doki♥ 3D Theater (яп. ふたりはプリキュア Splash☆Star (スプラッシュ☆スター) マジッ★ドキッ♥ 3Dシアター Futari ha Purikyua Supurasshu☆Sutā Maji~tsu★Doki~tsu♥ 3D Shiatā).
В 2008 году, во время пятой годовщины мультсериала, во время фильма Yes! Pretty Cure 5 GoGo! - Buon compleanno carissima Nozomi был показан 6-минутный спешл Pretty Cure All Stars GoGo Dream Live! (яп. プリキュアオールスターズGoGoドリームライブ！ Purikyua Ōru Sutāzu GoGo Dorīmu Raibu!), в котором были представлены героини первых пяти сезонов Pretty Cure.
В мае 2011 Toei Animation объявила о создании короткого 12-минутного фильма Pretty Cure All Stars 3D Theater (яп. 映画プリキュアオールスターズ3D シアター Eiga Purikyua Ōru Sutāzu 3D Shiatā), который вышел в июле. Короткометражный фильм выполнен в 3D-графике и представлен как концерт героинь восьми сезонов сериала без Кюа Мьюз. На DVD релиз под названием Pretty Cure All Stars DX the DANCE LIVE ❤ ~ Miracle dance stage e yōkoso ~ (яп. プリキュアオールスターズDX the DANCE LIVE ❤ ～ミラクルダンスステージへようこそ～ Purikyua Ōru Sutāzu DX the DANCE LIVE ❤ ~Mirakuru dansu sutēji e yōkoso~) вышел 25 ноября 2011.

### Pretty Cure Kids
Pretty Cure Kids (яп. プリキュアキッズ Purikyua Kizzu) группа маленьких девочек, одевающиеся как Pretty Cure и исполняющие на сцене песни из сериала. Кюа Блэк играет Аяка Эномото, Кюа Вайт Каори Мияги; Шайни Люминос Саика Миура; Кюа Блум/Кюа Брайт — Моэ Кодзима, Кюа Эгрет/Кюа Винди — Отонэ Хаякава; Кюа Дрим сыграла Отонэ Хаякава, Кюа Руж — Моэ Кодзима, Кюа Лимонад — Юи Иицука, Кюа Минт — Рэна Иита, а Кюа Аква — Рио Эгава.
Во время пятой годовщины проекта в 2008 году роль Кюа Лимонад стала исполнять Мао Накагава. После серия продолжена не была.

### Радиопостановки
С 5 февраля по 24 декабря 2008 года на сайте радиоканала ABC вышла в эфир Yes! Pretty Cure 5 GoGo! Web radio CLUB Coco & Nuts (яп. Ｙｅｓ！プリキュア５ GoGo！ Webラジオ CLUB ココ&ナッツ Iesu! Purikyua 5 GoGo! Web rajio CLUB Koko & Nattsu).

### Видеоигры
28 марта 2013 года Nintendo Wii выпустил обучающую музыкальную игру Precure All Stars Zenin Shūgō☆Let's Dance! (яп. プリキュアオールスターズ ぜんいんしゅうごう☆レッツダンス！ Purikyua Ōru Sutāzu Zenin Shūgō☆Rettsu Dansu!) со всеми героинями сериала.

## Список воительниц Pretty Cure
| Сезон                                                              | Имя после превращения                                 | Имя до превращения                                    | Сэйю             | Первое появление  | Цветовая тема                                                | Предмет для превращения                      | Сила                        |
| ------------------------------------------------------------------ | ----------------------------------------------------- | ----------------------------------------------------- | ---------------- | ----------------- | ------------------------------------------------------------ | -------------------------------------------- | --------------------------- |
| Futari wa Pretty Cure Max Heart                                    | Кюа Блэк (Cure Black)                                 | Нагиса Мисуми                                         | Ёко Хонна        | Сезон 1, 1 серия  | Чёрный и Розовый                                             | Волшебные телефон и карты Сердечная карта    | Свет                        |
| Futari wa Pretty Cure Max Heart                                    | Кюа Вайт (Cure White)                                 | Хонока Юкисиро                                        | Юкана Ногами     | Сезон 1, 1 серия  | Белый и Голубой                                              | Волшебные телефон и карты Сердечная карта    | Свет                        |
| Futari wa Pretty Cure Max Heart                                    | Шайни Люминос (Shiny Luminous)                        | Хикари Кудзё                                          | Риэ Танака       | Сезон 2, 5 серия  | Жёлтый и Розовый                                             | Сенсорный Коммуникатор Чудесный Коммуникатор | Свет                        |
| Splash★Star                                                        | Кюа Блум (Cure Bloom)                                 | Саки Хюга                                             | Ориэ Кимото      | 1 серия           | Жёлтый и Розовый                                             | Коммуникатор Смешения                        | Цветы                       |
| Splash★Star                                                        | Кюа Брайт (Cure Bright)                               | Саки Хюга                                             | Ориэ Кимото      | 30 серия          | Жёлтый и Зелёный                                             | Кристальный Коммуникатор                     | Луна                        |
| Splash★Star                                                        | Кюа Игрет (Cure Egret)                                | Май Мисё                                              | Ацуко Эномото    | 1 серия           | Белый и Сиреневый                                            | Коммуникатор Смешения                        | Небо                        |
| Splash★Star                                                        | Кюа Винди (Cure Windy)                                | Май Мисё                                              | Ацуко Эномото    | 30 серия          | Бледно-голубой и Бледно-розовый                              | Кристальный Коммуникатор                     | Ветер                       |
| Yes! PreCure 5 GoGo!                                               | Кюа Дрим (Cure Dream)                                 | Нодзоми Юмэхара                                       | Юко Сампэй       | 1 серия           | Розовый                                                      | Браслет, ловящий Пинки CuReMo                | Мечта и надежда             |
| Yes! PreCure 5 GoGo!                                               | Кюа Руж (Cure Rouge)                                  | Рин Нацуки                                            | Дзюнко Такэути   | 2 серия           | Красный                                                      | Браслет, ловящий Пинки CuReMo                | Огонь и страсть             |
| Yes! PreCure 5 GoGo!                                               | Кюа Лимонейд (Cure Lemonade)                          | Урара Касугано                                        | Мария Исэ        | 3 серия           | Жёлтый                                                       | Браслет, ловящий Пинки CuReMo                | Лимон и бодрость            |
| Yes! PreCure 5 GoGo!                                               | Кюа Минт (Cure Mint)                                  | Комати Акимото                                        | Ай Нагано        | 4 серия           | Зелёный                                                      | Браслет, ловящий Пинки CuReMo                | Земля и спокойствие         |
| Yes! PreCure 5 GoGo!                                               | Кюа Аква (Cure Aqua)                                  | Карэн Минацуки                                        | Ай Маэда         | 6 серия           | Синий                                                        | Браслет, ловящий Пинки CuReMo                | Вода и мудрость             |
| Yes! PreCure 5 GoGo!                                               | Милки Роуз (Milky Rose)                               | Куруми Мимино (Милк)                                  | Эри Сэндай       | Сезон 2, 10 серия | Фиолетовый                                                   | Молочная Палетка                             | Синяя роза и таинственность |
| Yes! Pretty Cure 5: Kagami no Kuni no Miracle Daibouken!           | Тёмная Пятёрка (Dark Pretty Cure 5)                   | Неизвестно                                            | Тинами Нисимура  | Фильм             | Чёрный                                                       | Нет                                          | Тьма и безысходность        |
| Yes! Pretty Cure 5: Kagami no Kuni no Miracle Daibouken!           | Тёмная Пятёрка (Dark Pretty Cure 5)                   | Неизвестно                                            | Мики Нагасава    | Фильм             | Чёрный                                                       | Нет                                          | Тьма и безысходность        |
| Yes! Pretty Cure 5: Kagami no Kuni no Miracle Daibouken!           | Тёмная Пятёрка (Dark Pretty Cure 5)                   | Неизвестно                                            | Рё Кугимия       | Фильм             | Чёрный                                                       | Нет                                          | Тьма и безысходность        |
| Yes! Pretty Cure 5: Kagami no Kuni no Miracle Daibouken!           | Тёмная Пятёрка (Dark Pretty Cure 5)                   | Неизвестно                                            | Юко Минагути     | Фильм             | Чёрный                                                       | Нет                                          | Тьма и безысходность        |
| Yes! Pretty Cure 5: Kagami no Kuni no Miracle Daibouken!           | Тёмная Пятёрка (Dark Pretty Cure 5)                   | Неизвестно                                            | Рэйко Киути      | Фильм             | Чёрный                                                       | Нет                                          | Тьма и безысходность        |
| Fresh Pretty Cure!                                                 | Кюа Пич (Cure Peach)                                  | Лав Момодзоно                                         | Канаэ Оки        | 1 серия           | Розовый                                                      | Линкрун                                      | Любовь                      |
| Fresh Pretty Cure!                                                 | Кюа Берри (Cure Berry)                                | Мики Аоно                                             | Эри Китамура     | 1/2 серии         | Голубой                                                      | Линкрун                                      | Надежда                     |
| Fresh Pretty Cure!                                                 | Кюа Пайн (Cure Pine)                                  | Инори Ямабуки                                         | Акико Накагава   | 1/3 серии         | Жёлтый                                                       | Линкрун                                      | Вера                        |
| Fresh Pretty Cure!                                                 | Кюа Пэшн (Cure Passion)                               | Сэцуна Хигаси (Ис)                                    | Юка Комацу       | 1/23 серии        | Красный                                                      | Линкрун                                      | Страсть                     |
| HeartCatch PreCure!                                                | Кюа Блоссом (Cure Blossom)                            | Цубоми Ханасаки                                       | Нана Мидзуки     | 1 серия           | Пурпурный                                                    | Парфюм сердца                                | Земля                       |
| HeartCatch PreCure!                                                | Кюа Марин (Cure Marine)                               | Эрика Куруми                                          | Фумиэ Мидзусава  | 1/3 серии         | Аквамарин                                                    | Парфюм сердца                                | Море                        |
| HeartCatch PreCure!                                                | Кюа Саншайн (Cure Sunshine)                           | Ицуки Мёдоин                                          | Хоко Кувасима    | 3/23 серии        | Жёлтый и Золотой                                             | Солнечный Парфюм                             | Солнце                      |
| HeartCatch PreCure!                                                | Кюа Мунлайт (Cure Moonlight)                          | Юри Цукикагэ                                          | Ая Хисакава      | 1/33 серии        | Фиолетовый и Серебряный                                      | Парфюм сердца Горшочек сердец                | Луна                        |
| HeartCatch PreCure!                                                | Кюа Флаувер (Cure Flower)                             | Каоруко Ханасаки                                      | Тика Сакамото    | 1/44 серии        | Белый и Бледно-розовый                                       | Нет                                          | Цветы                       |
| HeartCatch PreCure!                                                | Тёмная ПриКюа (Dark Pretty Cure)                      | Юри Цукикагэ (Клон)                                   | Минами Такаяма   | 1 серия           | Чёрный                                                       | Нет                                          | Тьма                        |
| HeartCatch PreCure!                                                | Миражи ПриКюа (Mirage Pretty Cure)                    | Неизвестно                                            | Нана Мидзуки     | 37 серия          | Чёрный                                                       | Нет                                          | Тьма                        |
| HeartCatch PreCure!                                                | Миражи ПриКюа (Mirage Pretty Cure)                    | Неизвестно                                            | Фумиэ Мидзусава  | 37 серия          | Чёрный                                                       | Нет                                          | Тьма                        |
| HeartCatch PreCure!                                                | Миражи ПриКюа (Mirage Pretty Cure)                    | Неизвестно                                            | Хоко Кувасима    | 37 серия          | Чёрный                                                       | Нет                                          | Тьма                        |
| HeartCatch PreCure!                                                | Миражи ПриКюа (Mirage Pretty Cure)                    | Неизвестно                                            | Ая Хисакава      | 37 серия          | Чёрный                                                       | Нет                                          | Тьма                        |
| Heartcatch Pretty Cure!: Hana no Miyako de Fashion Show… Desu ka!? | Кюа Эндж (Cure Ange)                                  | Неизвестно                                            | Нет              | Фильм             | Белый и Золотой                                              | Нет                                          | Свет                        |
| Suite PreCure♪                                                     | Кюа Мелоди (Cure Melody)                              | Хибики Ходзё                                          | Ами Косимидзу    | 1 серия           | Розовый и Белый                                              | Кюа Модуль                                   | Музыка                      |
| Suite PreCure♪                                                     | Кюа Ритм (Cure Rhythm)                                | Канадэ Минамино                                       | Фумико Орикаса   | 1 серия           | Белый и Розовый                                              | Кюа Модуль                                   | Музыка                      |
| Suite PreCure♪                                                     | Кюа Бит (Cure Beat)                                   | Эрен Курокава (Сирена)                                | Мэгуми Тоёгути   | 1/21 серии        | Голубой                                                      | Кюа Модуль                                   | Музыка                      |
| Suite PreCure♪                                                     | Кюа Мьюз (Cure Muse)                                  | Ако Сирабэ                                            | Руми Юкибо       | 6/35 серии        | Жёлтый                                                       | Кюа Модуль                                   | Музыка                      |
| Suite PreCure♪                                                     | Замаскированная ПриКюа (Masked Cure)                  | Ако Сирабэ                                            | Руми Юкибо       | 11 серия          | Чёрный и Тёмно-розовый                                       | Кюа Модуль                                   | Музыка                      |
| Smile PreCure!                                                     | Кюа Хэппи (Cure Happy)                                | Миюки Хосидзора                                       | Мисато Фукуэн    | 1 серия           | Розовый                                                      | Пакт улыбок                                  | Священный свет              |
| Smile PreCure!                                                     | Кюа Санни (Cure Sunny)                                | Аканэ Хино                                            | Асами Тано       | 1/2 серии         | Оранжевый                                                    | Пакт улыбок                                  | Солнечный огонь             |
| Smile PreCure!                                                     | Кюа Пис (Cure Peace)                                  | Яёй Кисё                                              | Хисако Канэмото  | 1/3 серии         | Жёлтый                                                       | Пакт улыбок                                  | Мирная молния               |
| Smile PreCure!                                                     | Кюа Марч (Cure March)                                 | Нао Мидорикава                                        | Марина Иноуэ     | 1/4 серии         | Зелёный                                                      | Пакт улыбок                                  | Мартовский ветер            |
| Smile PreCure!                                                     | Кюа Бьюти (Cure Beauty)                               | Рэйка Аоки                                            | Тинами Нисимура  | 1/5 серии         | Голубой                                                      | Пакт улыбок                                  | Прекрасный лёд              |
| Smile PreCure!                                                     | Кюа Кэнди (Cure Candy)                                | Миюки Хосидзора (в теле Кэнди)                        | Икуэ Отани       | 1/8 серии         | Розовый                                                      | Пакт улыбок                                  | Будущее                     |
| Smile PreCure!                                                     | ПриКюа Плохого Конца (Bad End Pretty Cure)            | Неизвестно                                            | Мисато Фукуэн    | 45/46 серии       | Чёрный                                                       | Нет                                          | Тьма                        |
| Smile PreCure!                                                     | ПриКюа Плохого Конца (Bad End Pretty Cure)            | Неизвестно                                            | Асами Тано       | 45/46 серии       | Чёрный                                                       | Нет                                          | Тьма                        |
| Smile PreCure!                                                     | ПриКюа Плохого Конца (Bad End Pretty Cure)            | Неизвестно                                            | Хисако Канэмото  | 45/46 серии       | Чёрный                                                       | Нет                                          | Тьма                        |
| Smile PreCure!                                                     | ПриКюа Плохого Конца (Bad End Pretty Cure)            | Неизвестно                                            | Марина Иноуэ     | 45/46 серии       | Чёрный                                                       | Нет                                          | Тьма                        |
| Smile PreCure!                                                     | ПриКюа Плохого Конца (Bad End Pretty Cure)            | Неизвестно                                            | Тинами Нисимура  | 45/46 серии       | Чёрный                                                       | Нет                                          | Тьма                        |
| All Stars                                                          | Кюа Эко (Cure Echo)                                   | Аюми Сакагами                                         | Мамико Ното      | Фильм             | Белый, Розовый и Бледно-зелёный                              | Нет                                          | Свет                        |
| Doki Doki! PreCure                                                 | Кюа Харт (Cure Heart)                                 | Мана Айда                                             | Хитоми Набатамэ  | 1 серия           | Розовый                                                      | Прекрасный Коммуникатор                      | Любовь                      |
| Doki Doki! PreCure                                                 | Кюа Даймонд (Cure Diamond)                            | Рика Хисикава                                         | Минако Котобуки  | 1/3 серии         | Голубой и Белый                                              | Прекрасный Коммуникатор                      | Мудрость                    |
| Doki Doki! PreCure                                                 | Кюа Розетта (Cure Rosetta)                            | Алиса Ёцуба                                           | Май Футигами     | 1/4 серии         | Жёлтый и Зелёный                                             | Прекрасный Коммуникатор                      | Тепло                       |
| Doki Doki! PreCure                                                 | Кюа Сорд (Cure Sword)                                 | Макото Кэндзаки                                       | Канако Миямото   | 1 серия           | Фиолетовый                                                   | Прекрасный Коммуникатор                      | Мужество                    |
| Doki Doki! PreCure                                                 | Кюа Эйс (Cure Ace)                                    | Агури Мадока                                          | Риэ Кугумия      | 22/23 серии       | Белый и Красный                                              | Любовная палетка                             | Любовь                      |
| Doki Doki! PreCure                                                 | Кюа Эмпресс (Cure Empress)                            | Неизвестно                                            | Маюми Иидзука    | 30 серия          | Белый, Бледно-голубой, Зелёный, Фиолетовый, Жёлтый и Розовый | Нет                                          | Свет                        |
| Doki Doki! PreCure                                                 | Кюа Маджишан (Cure Magician)                          | Неизвестно                                            | —                | 30 серия          | Тёмно-красный                                                | Нет                                          | Свет                        |
| Doki Doki! PreCure                                                 | Кюа Пристесс (Cure Priestess)                         | Неизвестно                                            | —                | 30 серия          | Тёмно-синий                                                  | Нет                                          | Свет                        |
| Happiness Charge PreCure!                                          | Кюа Лавли (Cure Lovely)                               | Мэгуми Айно                                           | Мэгуми Накадзима | 1 серия           | Розовый/Красный/Жёлтый/Белый                                 | Милое Зеркало Перемен                        | Любовь и счастье            |
| Happiness Charge PreCure!                                          | Кюа Принцесс (Cure Princess)                          | Химэ Сираюки/Химельда Виндоу Кюа Куинн оф зе Блю Скай | Мэгуми Хан       | 1 серия           | Голубой/Индиго/Зелёный                                       | Милое Зеркало Перемен                        | Красота и мужество          |
| Happiness Charge PreCure!                                          | Кюа Хани (Cure Honey)                                 | Юко Омори                                             | Рина Китагава    | 1/9 серии         | Жёлтый/Синий/Оранжевый                                       | Милое Зеркало Перемен                        | Удача и жизнь               |
| Happiness Charge PreCure!                                          | Кюа Форчун (Cure Fortune)                             | Иона Хикава                                           | Харука Томацу    | 1/22 серии        | Фиолетовый/Бирюзовый/Бледно-голубой и Розовый                | Пианино Удачи                                | Звёзды и удача              |
| Happiness Charge PreCure!                                          | Кюа Тендер (Cure Tender)                              | Мария Хикава                                          | Санаэ Кобаяси    | 16 серия          | Индиго                                                       | Милое Зеркало Перемен                        | Доброта                     |
| Happiness Charge PreCure!                                          | Кюа Мираж (Cure Mirage)                               | Королева Мираж                                        | Марико Кода      | 1/30 серии        | Красный/Чёрный                                               | Нет                                          | Свет/Тьма                   |
| Happiness Charge PreCure!                                          | Взрывные ПриКюа (Bomber Girls Pretty Cure)            | Неизвестно                                            | Миюки Кобори     | 8/46 серии        | Розовый                                                      | Милое Зеркало Перемен                        | Приключения                 |
| Happiness Charge PreCure!                                          | Взрывные ПриКюа (Bomber Girls Pretty Cure)            | Неизвестно                                            | Марико Кода      | 8/46 серии        | Синий                                                        | Милое Зеркало Перемен                        | Приключения                 |
| Happiness Charge PreCure!                                          | Взрывные ПриКюа (Bomber Girls Pretty Cure)            | Неизвестно                                            | Акэми Окамура    | 8/46 серии        | Жёлтый                                                       | Милое Зеркало Перемен                        | Приключения                 |
| Happiness Charge PreCure!                                          | ПриКюа Чудесной Сети (Wonderful Net Pretty Cure)      | Неизвестно                                            | —                | 8/22 серии        | Оранжевый                                                    | Милое Зеркало Перемен                        | Технологии                  |
| Happiness Charge PreCure!                                          | ПриКюа Чудесной Сети (Wonderful Net Pretty Cure)      | Неизвестно                                            | —                | 8/22 серии        | Зелёный                                                      | Милое Зеркало Перемен                        | Технологии                  |
| Happiness Charge PreCure!                                          | Кюа Арт (Cure Art)                                    | Неизвестно                                            | Яно Асами        | 8/46 серии        | Розовый и Красный                                            | Милое Зеркало Перемен                        | Искусство                   |
| Happiness Charge PreCure!                                          | Кюа Найл (Cure Nile)                                  | Неизвестно                                            | —                | 13/46 серии       | Аквамарин и Жёлтый                                           | Милое Зеркало Перемен                        | Вода                        |
| Happiness Charge PreCure!                                          | Кюа Сансет (Cure Sunset)                              | Охана                                                 | Хитоми Ёсида     | 28/46 серии       | Оранжевый                                                    | Милое Зеркало Перемен                        | Солнце                      |
| Happiness Charge PreCure!                                          | Кюа Вейв (Cure Wave)                                  | Олина                                                 | Саяка Накая      | 28/46 серии       | Бирюзовый                                                    | Милое Зеркало Перемен                        | Волны                       |
| Happiness Charge PreCure!                                          | Кюа Континентал (Cure Continental)                    | Неизвестно                                            | —                | 14/48 серии       | Синий                                                        | Милое Зеркало Перемен                        | Свет                        |
| Happiness Charge PreCure!                                          | Кюа Катюша (Cure Katyusha)                            | Неизвестно                                            | —                | 14/46 серии       | Бледно-синий                                                 | Милое Зеркало Перемен                        | Свет                        |
| Happiness Charge PreCure!                                          | Кюа Саутен Кросс (Cure Southern Cross)                | Неизвестно                                            | —                | 14/46 серии       | Красный                                                      | Милое Зеркало Перемен                        | Свет                        |
| Happiness Charge PreCure!                                          | Кюа Гонна (Cure Gonna)                                | Неизвестно                                            | —                | 14/46 серии       | Светло-синий                                                 | Милое Зеркало Перемен                        | Свет                        |
| Happiness Charge PreCure!                                          | Кюа Панталони (Cure Pantaloni)                        | Неизвестно                                            | —                | 14/46 серии       | Светло-жёлтый                                                | Милое Зеркало Перемен                        | Свет                        |
| Happiness Charge PreCure!                                          | Кюа Матадор (Cure Matador)                            | Неизвестно                                            | —                | 16/46 серии       | Фуксия                                                       | Милое Зеркало Перемен                        | Свет                        |
| Happiness Charge PreCure!                                          | Кюа Шелли (Cure Shelly)                               | Неизвестно                                            | —                | 49 серия          | Жёлтый                                                       | Милое Зеркало Перемен                        | Свет                        |
| Go! Princess PreCure                                               | Кюа Флора (Cure Flora)                                | Харука Харуно                                         | Ю Симамура       | 1 серия           | Розовый                                                      | Парфюм Принцессы                             | Цветы                       |
| Go! Princess PreCure                                               | Кюа Мермейд (Cure Mermaid)                            | Минами Кайдо                                          | Масуми Асано     | 1/2 серии         | Синий                                                        | Парфюм Принцессы                             | Море                        |
| Go! Princess PreCure                                               | Кюа Твинкл (Cure Twinkle)                             | Кирара Аманогава                                      | Хибику Ямамура   | 1/4 серии         | Жёлтый                                                       | Парфюм Принцессы                             | Звёзды                      |
| Go! Princess PreCure                                               | Кюа Скарлет (Cure Scarlet)                            | Акаги Това/Принцесса Хоуп Дилайт Това (Твайлайт)      | Миюки Савасиро   | 13/22 серии       | Красный/Чёрный                                               | Парфюм Принцессы                             | Огонь                       |
| Go! Princess PreCure                                               | Принцессы Прикюа Прошлого (Past Princess Pretty Cure) | Тири                                                  | Саки Фудзита     | 6/29 серии        | Розовый                                                      | Парфюм Принцессы                             | Свет                        |
| Go! Princess PreCure                                               | Принцессы Прикюа Прошлого (Past Princess Pretty Cure) | Юра                                                   | Сацуки Юкино     | 6/29 серии        | Синий                                                        | Парфюм Принцессы                             | Свет                        |
| Go! Princess PreCure                                               | Принцессы Прикюа Прошлого (Past Princess Pretty Cure) | Сеи                                                   | Каори Симидзу    | 6/29 серии        | Жёлтый                                                       | Парфюм Принцессы                             | Свет                        |
| Maho Tsukai PreCure!                                               | Кюа Миракл (Cure Miracle)                             | Мирай Асахина                                         | Риэ Такахаси     | 1 серия           | Розовый/Красный/Синий/Жёлтый                                 | Линкл Стоун                                  | Волшебство                  |
| Maho Tsukai PreCure!                                               | Кюа Маджикал (Cure Magical)                           | Рико Идзаёй                                           | Юи Хориэ         | 1 серия           | Фиолетовый/Красный/Синий/Жёлтый                              | Линкл Стоун                                  | Магия                       |
| Maho Tsukai PreCure!                                               | Кюа Фелис (Cure Felice)                               | Котоха Ханами (Ха-тян)                                | Саори Хаями      | 4/22 серии        | Зелёный и Розовый                                            | Линкл Смартхон                               | Счастье                     |
| KiraKira☆PreCure A La Mode: Paritto! Omoide no Mille-feuille!      | Кюа Мофурун (Cure Mofurun)                            | Мофурун                                               | Аяка Сайто       | Фильм             | Жёлтый и Оранжевый                                           | Линкл Стоун Мофурун                          | Помощь                      |
| KiraKira☆PreCure A La Mode                                         | Кюа Уип (Cure Whip)                                   | Итика Усами                                           | Карен Мияма      | 1 серия           | Розовый                                                      | Пакт Сладостей                               | Энергичность и улыбки       |
| KiraKira☆PreCure A La Mode                                         | Кюа Кастард (Cure Custard)                            | Химари Арисугава                                      | Харука Фукухара  | 1/2 серии         | Жёлтый                                                       | Пакт Сладостей                               | Мудрость и смелость         |
| KiraKira☆PreCure A La Mode                                         | Кюа Джелато (Cure Gelato)                             | Аой Татэгами                                          | Томо Муранака    | 1/3 серии         | Синий                                                        | Пакт Сладостей                               | Свобода и страсть           |
| KiraKira☆PreCure A La Mode                                         | Кюа Макарун (Cure Macaron)                            | Юкари Котодзумэ                                       | Саки Фудзита     | 1/5 серии         | Фиолетовый                                                   | Пакт Сладостей                               | Красота и азарт             |
| KiraKira☆PreCure A La Mode                                         | Кюа Шокола (Cure Chocolat)                            | Акира Кэндзё                                          | Нанако Мори      | 1/6 серии         | Красный                                                      | Пакт Сладостей                               | Сила и любовь               |
| KiraKira☆PreCure A La Mode                                         | Кюа Парфе (Cure Parfait)                              | Сиэль Кирахоси (Кирарин)                              | Инори Минасэ     | 18/23 серии       | Радужный и Бирюзовый                                         | Пакт Сладостей                               | Мечты и надежды             |
| KiraKira☆PreCure A La Mode                                         | Кюа Люмьер (Cure Lumiere)                             | Люмьер                                                | Киёно Ясуно      | 22/32 серии       | Белый и Светло-розовый                                       | Нет                                          | Радость и свет              |
| KiraKira☆PreCure A La Mode                                         | Кюа Пекорин (Cure Pekorin)                            | Пекорин                                               | Мика Канаи       | 1/38 серии        | Бледно-розовый и Бледно-жёлтый                               | Пакт Сладостей                               | Вкус и блеск                |
| HUGtto! PreCure                                                    | Кюа Йелл (Cure Yell)                                  | Хана Ноно                                             | Риэ Хикисака     | 1 серия           | Розовый                                                      | Милое Сердце                                 | Цветы и бодрость            |
| HUGtto! PreCure                                                    | Кюа Анж (Cure Ange)                                   | Сайя Якусидзи                                         | Рина Хонъидзуми  | 1/2 серии         | Синий и Белый                                                | Милое Сердце                                 | Исцеление и мудрость        |
| HUGtto! PreCure                                                    | Кюа Этуаль (Cure Etoile)                              | Хомарэ Кагаяки                                        | Юй Огура         | 1/5 серии         | Жёлтый                                                       | Милое Сердце                                 | Звёзды и сила               |
| HUGtto! PreCure                                                    | Кюа Машери (Cure Macherie)                            | Эмиру Айсаки                                          | Нао Тамура       | 9/20 серии        | Красный                                                      | Милое Сердце                                 | Страсть и любовь            |
| HUGtto! PreCure                                                    | Кюа Амур (Cure Amour)                                 | Руру Амур (RUR-9500)                                  | Юкари Тамура     | 3/20 серии        | Фиолетовый                                                   | Милое Сердце                                 | Романтика и любовь          |
| HUGtto! PreCure                                                    | Кюа Туморроу (Cure Tomorrow)                          | Хагами Ноно (Хагтан)                                  | Тада Кономи      | 1/39 серии        | Бледно-розовый                                               | Нет                                          | Будущее                     |
| HUGtto! PreCure                                                    | Кюа Инфини (Cure Infini)                              | Генри Вакамия                                         | Сомэя Тисиюки    | 7/42 серии        | Светло-зелёный и Белый                                       | Нет                                          | Поддержка                   |
| Star☆Twinkle PreCure                                               | Кюа Стар (Cure Star)                                  | Хикару Хосина                                         | Эими Нарусе      | 1 серия           | Розовый                                                      | Кулон Звёздных Оттенков                      | Звёзды                      |
| Star☆Twinkle PreCure                                               | Кюа Милки (Cure Milky)                                | Лала Хагоромо                                         | Кономи Кохара    | 1/2 серии         | Зелёный                                                      | Кулон Звёздных Оттенков                      | Млечный путь                |
| Star☆Twinkle PreCure                                               | Кюа Солейл (Cure Soleil)                              | Елена Амамия                                          | Киёно Ясуно      | 1/4 серии         | Жёлтый                                                       | Кулон Звёздных Оттенков                      | Солнце                      |
| Star☆Twinkle PreCure                                               | Кюа Селени (Cure Selene)                              | Мадока Кагуя                                          | Микако Комацу    | 1/5 серии         | Фиолетовый                                                   | Кулон Звёздных Оттенков                      | Луна                        |
| Star☆Twinkle PreCure                                               | Кюа Космо (Cure Cosmo)                                | Юни (Мао, Синяя Кошка)                                | Сумирэ Уэсака    | 15/20 серии       | Синий и Радужный                                             | Кулон Звёздных Оттенков                      | Космос                      |
| Healin' Good♥PreCure                                               | Кюа Грейс (Cure Grace)                                | Нодока Ханадэра                                       | Аой Юки          | 1 серия           | Розовый                                                      | Лечащая Палочка и Бутылочка Элементов        | Цветы                       |
| Healin' Good♥PreCure                                               | Кюа Фонтейн (Cure Fontaine)                           | Тию Саваидзуми                                        | Нацу Ёрита       | 1/3 серии         | Синий                                                        | Лечащая Палочка и Бутылочка Элементов        | Вода                        |
| Healin' Good♥PreCure                                               | Кюа Спаркл (Cure Sparkle)                             | Хината Хирамицу                                       | Хиёри Коно       | 1/4 серии         | Жёлтый                                                       | Лечащая Палочка и Бутылочка Элементов        | Свет                        |
| Healin' Good♥PreCure                                               | Кюа Эрф (Cure Earth)                                  | Асуми Фурин                                           | Судзуко Мимори   | 19/20 серии       | Фиолетовый                                                   | Бутылочка Элементов                          | Ветер                       |
| Tropical-Rouge! PreCure                                            | Кюа Саммер (Cure Summer)                              | Манацу Нацуми                                         | Ай Файруз        | 1 серия           | Белый, Радужный и Розовый                                    | Тропический Пакт                             | Лето                        |
| Tropical-Rouge! PreCure                                            | Кюа Корал (Cure Coral)                                | Санго Судзумора                                       | Юмири Ханамори   | 1/3 серии         | Фиолетовый                                                   | Тропический Пакт                             | Кораллы                     |
| Tropical-Rouge! PreCure                                            | Кюа Папайа (Cure Papaya)                              | Минори Итиносэ                                        | Юи Исикава       | 4 серия           | Жёлтый                                                       | Тропический Пакт                             | Фрукты                      |
| Tropical-Rouge! PreCure                                            | Кюа Фламинго (Cure Flamingo)                          | Асука Такидзава                                       | Асами Сэто       | 5 серия           | Красный                                                      | Тропический Пакт                             | Фламинго                    |
| Tropical-Rouge! PreCure                                            | Кюа Ла Мер (Cure La Mer)                              | Лаура Аполлодорос Хаджинус Ла Мер (Лаура)             | Рина Хидака      | 1/17 серии        | Голубой и Розовый                                            | Пакт Русалки                                 | Океан                       |
| Tropical-Rouge! PreCure                                            | Кюа Оазис (Cure Oasis)                                | Анит                                                  | Маи Накахара     | 29 серия          | Зелёный                                                      | Тропический Пакт                             | Оазис                       |
| Delicious Party♡PreCure                                            | Кюа Прешс (Cure Precious)                             | Юи Нагоми                                             | Хана Хисикава    | 1 серия           | Розовый                                                      | Наручные часы Heart Cure                     | Онигири и сила              |
| Delicious Party♡PreCure                                            | Кюа Спайси (Cure Spicy)                               | Коконэ Фува                                           | Риса Симидзу     | 1/4 серии         | Голубой                                                      | Наручные часы Heart Cure                     | Сэндвич и изысканность      |
| Delicious Party♡PreCure                                            | Кюа Ям-Ям (Cure Yum-Yum)                              | Ран Ханамити                                          | Юка Игути        | 1/7 серии         | Жёлтый и Оранжевый                                           | Наручные часы Heart Cure                     | Рамэн и энергия             |
| Delicious Party♡PreCure                                            | Кюа Финале (Cure Finale)                              | Аманэ Касаи                                           | Каяно Аи         | 1/4 серии         | Золотой и Фиолетовый                                         | Фруктовый Кулон                              | Парфе и нежность            |
| Hirogaru Sky! Pretty Cure                                          | Кюа Скай (Cure Sky)                                   | Сора Хареватару                                       | Акира Сэкинэ     | 1 серия           | Голубой                                                      | Небесный Мираж/Ручка Мираж                   | Небо                        |
| Hirogaru Sky! Pretty Cure                                          | Кюа Призм (Cure Prism)                                | Нидзигаока Масиро                                     | Аи Какума        | 1/4 серии         | Белый и Розовый                                              | Небесный Мираж/Ручка Мираж                   | Свет                        |
| Hirogaru Sky! Pretty Cure                                          | Кюа Винг (Cure Wing)                                  | Цубаса Юнаги                                          | Аюму Мурасэ      | 2/8/9 серии       | Оранжевый                                                    | Небесный Мираж/Ручка Мираж                   | Птицы                       |
| Hirogaru Sky! Pretty Cure                                          | Кюа Баттерфлай (Cure Butterfly)                       | Агэха Хидзири                                         | Аяка Нанасэ      | 4/18 серии        | Розовый                                                      | Небесный Мираж/Ручка Мираж                   | Бабочки                     |
| Hirogaru Sky! Pretty Cure                                          | Кюа Маджести (Cure Majesty)                           | Принцесса Элли (Элли-тян)                             | Аой Кога         | 1/31/32 серии     | Фиолетовый                                                   | Небесный Мираж/Ручка Мираж                   | Мистика                     |
| Hirogaru Sky! Pretty Cure                                          | Кюа Нобл (Cure Noble)                                 | Принцесса Эллилайн                                    | Умека Седзи      | 44 серия          | Фиолетовый                                                   | Нет                                          | Благородство                |
| Pretty Cure All Stars F                                            | Кюа Суприм (Cure Supreme)                             | Прим (Суприм)                                         | Маая Сакамото    | Фильм             | Льдисто-зелёный и Белый                                      | Нет                                          | Создание                    |
| Pretty Cure All Stars F                                            | Кюа Пука (Cure Puca)                                  | Пука                                                  | Ацуми Танезаки   | Фильм             | Светло-розовый и Белый                                       | Нет                                          | Разрушение                  |
| Wonderful Pretty Cure!                                             | Кюа Вондерфул (Cure Wonderful)                        | Комуги Инукай (Комуги)                                | Мария Наганава   | 1 серия           | Розовый                                                      | Чудесный Пакт                                | Собаки                      |
| Wonderful Pretty Cure!                                             | Кюа Френдли (Cure Friendly)                           | Ироха Инукай                                          | Ацуми Танэдзаки  | 1 серия           | Фиолетовый                                                   | Чудесный Пакт                                | Дружба                      |
| Wonderful Pretty Cure!                                             | Кюа Нямми (Cure Nyammy)                               | Юки Некоясики (Юки)                                   | Сацуми Мацуда    | 11 серия          | Синий и Белый                                                | Кошачий Пакт                                 | Кошки                       |
| Wonderful Pretty Cure!                                             | Кюа Лилиан (Cure Lilian)                              | Маю Некоясики                                         | Рэйна Уэда       | 19 серия          | Голубой и Зелёный                                            | Кошачий Пакт                                 | Пряжа                       |
| Kimi to Idol Pretty Cure♪                                          | Кюа Айдол (Cure Idol)                                 | Ута Сакура                                            | Мисато Мацуока   | 1 серия           | Розовый                                                      | Брошь Айдола и Бантик Pretty Cure            | Сердечки                    |
| Kimi to Idol Pretty Cure♪                                          | Кюа Винк (Cure Wink)                                  | Нана Аоказе                                           | Минами Такахаси  | 2/3 серии         | Голубой                                                      | Брошь Айдола и Бантик Pretty Cure            | Блестки                     |
| Kimi to Idol Pretty Cure♪                                          | Кюа Кьюн-Кьюн (Cure Kyun-Kyun)                        | Кокоро Сигуре                                         | Нацуми Такамори  | 2/7 серии         | Фиолетовый                                                   | Брошь Айдола и Бантик Pretty Cure            | Капельки                    |
| Kimi to Idol Pretty Cure♪                                          | Кюа Зукюн (Cure Zukyoon)                              | Пурирун                                               | Ёсино Нандзё     | 1/17 серии        | Белый, Розовый и Светло-зелёный                              | Нет                                          | Свет                        |
| Kimi to Idol Pretty Cure♪                                          | Кюа Кисс (Cure Kiss)                                  | Меророн                                               | Ханаи Михару     | 11/12/17 серии    | Чёрный и Сиреневый                                           | Нет                                          | Свет                        |

## Трансляция по миру
Pretty Cure вышел в различных странах по всему миру, включая Японию и Италию.
| Страна               | Канал/ы                         | Произведения серии |
| -------------------- | ------------------------------- | --- |
| Австралия            | ABC Kids, ABC2                  | Pretty Cure |
| Канада               | YTV                             | Pretty Cure |
| Чили                 | ETC TV                          | Pretty Cure |
| Республика Корея     | SBS, Champ, Anione TV           | Pretty Cure, Pretty Cure Max Heart, Pretty Cure Splash☆Star, Yes! PreCure 5, Yes! PreCure 5 GoGo!, Fresh Pretty Cure!, HeartCatch PreCure!, Suite PreCure, Smile PreCure!, Doki Doki PreCure, Happiness Charge Precure!, Go! Princess Precure |
| Филиппины            | GMA Network, Hero TV            | Pretty Cure, Pretty Cure Max Heart, Pretty Cure Splash☆Star |
| Германия             | RTL II                          | Pretty Cure |
| Гонконг              | TVB                             | Pretty Cure, Pretty Cure Max Heart, Pretty Cure Splash☆Star, Yes! PreCure 5, Yes! PreCure 5 GoGo!, Fresh Pretty Cure!, HeartCatch PreCure!, Suite PreCure!, Smile PreCure!, Doki Doki PreCure                                                 |
| Индонезия            | RCTI                            | Pretty Cure, Pretty Cure Max Heart |
| Италия               | RAI, RAI Gulp                   | Pretty Cure, Pretty Cure Max Heart, Pretty Cure Splash☆Star, Yes! PreCure 5, Yes! PreCure 5 GoGo!, Fresh Pretty Cure!, HeartCatch PreCure! |
| Малайзия             | Ntv 7, Cartoon Network          | Pretty Cure, Yes! PreCure 5 |
| Мексика              | Galavisiòn, Televisa Canal 5    | Pretty Cure |
| Новая Зеландия       | TV One, TV3                     | Pretty Cure |
| Великобритания       | Pop Girl                        | Pretty Cure |
| Сингапур             | MediaCorp TV, Okto              | Pretty Cure, Pretty Cure Max Heart, Yes! PreCure 5 GoGo! |
| Сирия                | Spacetoon                       | Pretty Cure, Pretty Cure Max Heart, Pretty Cure Splash☆Star, Yes! PreCure 5, Yes! PreCure 5 GoGo!, Fresh Pretty Cure!, HeartCatch PreCure!, Suite PreCure!                                                                                    |
| Испания              | Cuatro, Clan TVE, Jetix España  | Pretty Cure, Pretty Cure Max Heart |
| Китайская Республика | YOYO TV                         | Pretty Cure, Pretty Cure Max Heart, Pretty Cure Splash☆Star, Yes! PreCure 5, Yes! PreCure 5 GoGo!, Fresh Pretty Cure!, HeartCatch PreCure!, Suite PreCure, Smile PreCure!, Doki Doki PreCure                                                  |
| Таиланд              | Modern TV Nove, Cartoon Network | Pretty Cure, Pretty Cure Max Heart, Pretty Cure Splash☆Star, Yes! PreCure 5 |

## Адаптация аниме

### Оригинальная версия
Оригинальная версия имеет базовую структуру каждого аниме. Открывающая и закрывающая заставки, которые меняются в зависимости от сюжета (появление Рунрун в Pretty Cure Max Heart, Мупа и Фупа в Pretty Cure Splash☆Star, Милки в Yes! Pretty Cure 5 и Кюа Пэшн в Fresh Pretty Cure!). Начиная с Fresh Pretty Cure! закрывающие заставки выполнены в компьютерной графике, и героини исполняют танцевальные номера. Названия превращений и атак Pretty Cure произносятся на английском языке.
Построены серии Pretty Cure так:
| Начальное превью серии | Открывающая заставка | 1-я половина серии | Eyecatch | 2-я половина серии | Закрывающая заставка | Превью к следующей серии |

### Европейские адаптации

#### Итальянская версия
В итальянской версии оригинальные имена персонажей сохранены, в то время как атаки и превращения были переведены. В Yes! Pretty Cure 5 GoGo!, когда феи в образе людей, их называют Кокода и Нацу. В некоторых эпизодах удалены или заменены некоторые атаки, а сцены боев, в которых используются жёсткие приёмы, были подвергнуты цензуре.
Итальянский дубляж был выполнен La BiBi.it.
Первые пять сезонов были переведены Бруно Тибальди, для интерпретации Rai Trade Жоржией Алиссандри (первые три сезона, начиная с четвёртого Алессия Алессандри) Лаура Пиччинелли (пятый сезон). Оригинальные японские заставки были переведены на итальянский язык и были выполнены Rai Gulp.

#### Английская версия
Английская адаптация шла в странах Канаде и Великобритании; в ней имена героев были изменены. Нагиса Мисуми на Натали Блэкстоун, Хонока Юкисиро на Ханну Вайтхаус и др..
Открывающая заставка называется Together We Are Pretty Cure и длится 48 секунд, она имеет совершенно другую музыку и текст, исполняется на английском языке. В заставке использованы кадры из сериала.

#### Испанская версия
В испанской адаптации сохраняются все имена, кроме Шайни Люминос, которую называют Шайни Люминоса; превращения и атаки переводятся (Marble Screw стал Rayo de Mármol). Все заставки оставлены на японском языке.

#### Немецкая версия
Песни в заставках переведены на немецкий язык, видео же остаётся оригинальным. Также используется оригинальный японский логотип, написанный катаканой. Имена персонажей остаются неизменными, но меняются превращения и атаки: чтобы превратиться в Pretty Cure, Нагиса и Хонока говорят Magisches Farbenspiel (Магия игры цветов); а в атаках Marmor Strahl (Мраморный Луч) и Regenbogen Orkan (Радуга цветов, перевод этой атаки такой же, как и в итальянской версии). Озвучка производилось компанией MME Studios Berlin, производившей перевод полнометражных фильмов.

#### Французская версия
Во французской версии Yes! Pretty Cure 5 героиню Нодзоми Юмэхара называют Наоми. В сериале HeartCatch Pretty Cure! Цубоми Ханасаки называют Флорой, имя Эрика не подвергалось изменению из-за своего европейского звучания, Ицуки Мёдоин стала Анной, а Юри Цукикагэ — Юлией. Заставки переведены на французский язык.

### Американские адаптации

#### Версия США и Канады
Приобретение прав на показ сериала компанией 4Kids Entertainment было объявлено на 25 февраля 2006 года, а в сентябре 2008 года сериал прекратил выход на канале 4Kids из-за проблем со сроком лицензии; и продолжение в эфир не вышло. В июле 2009 года Toei Animation предоставил серии с субтитрами на английском языке для сервиса Direct2Drive IGN, которые были отправлены наCrunchyroll. В апреле 2009 года FUNimation Entertainment выпустила версию с субтитрами на своём сайте. В 2011 году Yes! Pretty Cure 5 был приобретён компанией William Winckler Productions. Имена героев, кроме Карэн, были изменены: Нодзоми стала Присциллой, Рин стала Линн, Урара — Эрикой, а Комати — Кимберли.

#### Южноамериканская версия
В Южной Америке сериал производился компанией Optimedia Productions и распространялся Alebrije Entertainment. В озвучке Мексики, в отличие от испанской версии, были изменены имена Pretty Cure. Так Cure Black и Cure White превратились в Cure Blanca и Cure Negra. Видео осталось оригинальным, а песни были переведены.
В сентябре 2011 года в Мексике были выпущены DVD-диски, содержащие по две серии из аниме с испанской озвучкой.

### Азиатские адаптации

#### Корейская версия
В версии Кореи имена Pretty Cure и многих других персонажей были изменены: в Yes! Pretty Cure 5 Нодзоми Юмэхара в Ли Соманг, Рин Нацуки стала На Хаерин, Урара Касугано стала Ким Човон, Комати Акимото — Парк Ханеул, Карэн Минацуки — Чои Гаеонг, Гамао изменён на Гамагури, Каварино на Дебиллино, Мика Мацумото стала Син Мандзи, Бунби на Бумби. В Yes! Pretty Cure 5 GoGo! Сиро Амаи стал Си Еодзином, Мукардия — Каджине, Малипо — Мербу, Небетакос — Мунерабоэсу и Сиберетта — Гокалмангу. Все заставки были оставлены оригинальными, переведёнными на корейский язык.

#### Тайваньская версия
В версии Тайвани, а также на китайском языке, слово Cure вместо смысла «излечить» в китайских иероглифах 天使, приобрело смысл Ангел, в именах героинь 光之美少女 (Девушка света) или 精靈 (Фея) в ряд названия серий.

#### Другие версии
В Гонконге Pretty Cure Splash☆Star вышел под названием кит. трад. 光之美少女Ⅲ, палл. Guāng zhīměi shàonǚ III, буквально: «Девушки света III», Yes! Pretty Cure 5 назывался кит. трад. Yes! 光之美少女, палл. Yes! Guāng zhīměi shàonǚ, буквально: «Да! Девушки света», Yes! Pretty Cure 5 GoGo! назывался кит. трад. Yes! 光之美少女 GOGO!, палл. Yes! Guāng zhīměi shàonǚ GoGo!, буквально: «Да! Девушки света GOGO!», Fresh Pretty Cure! назывался кит. трад. 光之美少女-幸福精靈, палл. Guāng zhīměi shàonǚ-xìngfú jīnglíng, буквально: «Девушки света - счастливые феи».
В Индонезии первые сезоны были переведены на индонезийский компанией Tisa Julianty Hariyadi на основе японского оригинала. Начиная со второго сезона концовка сериала изменена.

#### Версии Австралии и Новой Зеландии
О приобретении прав на сериал Австралией и Новой Зеландией было объявлено 12 августа 2010 года. Используется версия, шедшая в Канаде и Великобритании. Премьера первой серии состоялась 1 апреля 2011 в Австралии и на следующий день в Новой Зеландии.

## Рынок
| Объём продаж за год (в иенах)   | Объём продаж за год (в иенах) | Объём продаж за год (в иенах) | Объём продаж за год (в иенах) | Объём продаж за год (в иенах) |
| Год (сериал)                    |                               |                               | Объём                         |                               |
| ------------------------------- | ----------------------------- | ----------------------------- | ----------------------------- | ----------------------------- |
| 2004 (Pretty Cure)              |                               |                               | 101                           |                               |
| 2005 (Pretty Cure Max Heart)    |                               |                               | 123                           |                               |
| 2006 (Pretty Cure Splash☆Star)  |                               |                               | 60                            |                               |
| 2007 (Yes! Pretty Cure 5)       |                               |                               | 105                           |                               |
| 2008 (Yes! Pretty Cure 5 GoGo!) |                               |                               | 105                           |                               |
| 2009 (Fresh Pretty Cure!)       |                               |                               | 119                           |                               |
| 2010 (HeartCatch Pretty Cure!)  |                               |                               | 125                           |                               |
| 2011 (Suite Pretty Cure♪)       |                               |                               | 107                           |                               |
| 2012 (Smile Pretty Cure!)       |                               |                               | 106                           |                               |
| 2013 (Dokidoki! Pretty Cure)    |                               |                               | 98                            |                               |

Одновременно с показом сериала по телевидению началось производство различных товаров, от одежды до канцелярских принадлежностей, игрушек и видеоигр.
Первой игры по сериалу, Ariena~i! Yume no Sono wa Daimeikyuu!, созданной в 2004 Bandai, было продано 90 000 копий, что является рекордом продаж игр для девочек. В едином рынке Японии в марте 2005 было создано около 600 продуктов, проданных на 600 миллионов долларов. В феврале 2007 Pretty Cure заработал 102 миллиона долларов.
В июне 2011 Toei Animation объявила о продаже товаров Pretty Cure по всей Европе, которые первыми были направлены в Италию и Германию. 15 июля в Токио был открыт Precure Pretty Store (яп. プリキュア プリティ ストア Purikyua Puriti Sutoa), первый магазин, посвящённый саге, в котором продаётся более 400 различных продуктов, связанных с сериями сериала.
В августе 2011 товары Fresh Pretty Cure! были привезены в Корею; в ноябре 2011, HeartCatch Pretty Cure! занял второе, третье и четвёртое место по товарному обороту за период с апреля 2010 по март 2011, в связи с внутренним релизом полнометражного фильма.
В конце июля 2012, по мнению некоторых[кого?], сериал Pretty Cure приносит Toei Animation огромное количество доходов, уступая лишь One Piece. В середине августа, маркетинговая фирма персонажей опубликовала список, в котором в 2011: Pretty Cure оказался на шестом месте после Hello Kitty, Pokémon и One Piece.

## Популярность и признание

### В Японии
Первый сезон Pretty Cure транслировался с 1 февраля 2004 и первые десять серий получили аудиторию 8 %, состоящую из 60 % девочек и 40 % мальчиков. Кандзи Кадзайя, президент Toei Animation, заявил, что Pretty Cure полон оригинальных персонажей и отличается динамикой отличной истории и приключений нон-стоп.
В том же году девятое издание Kobe Animation Awards открывает песня Danzen! Futari wa Pretty Cure, получившая награду за лучшую песню. В ходе опроса 100 лучших аниме TV Asahi, сделанных в 2005 году, первый сезон занял 45 место выше других аниме-сериалов, таких как Cutie Honey и Cardcaptor Sakura; в 2006 году в аналогичном опросе в интернете сериал занял 66 место.
Второй сезон, Pretty Cure Max Heart, занял 59 место в рейтинге «100 любимых аниме 2006 года».
Седьмой сезон, HeartCatch PreCure!, получил награду за лучший дизайн персонажей в десятом издании Tokyo Anime Awards.
В мае 2009 года аниме-журнал Cartoni писал, что «Pretty Cure не являются клонами Сейлор Воинов». В 2010 году сайт AnimeClick утверждал, что Pretty Cure — единственная франшиза, которая добилась успеха после Sailor Moon.
В 2010 году 'Ikenotaira Hotel в Нагано предложили поклонникам серии Pretty Cure и прочим своим гостям номера, украшенные символикой саги, а также сувениры (полотенца, чашки, столовые приборы), а также предлагали детям делать снимки рядом с картонными персонажами. В 2011 году отель посетил 5641 посетитель.
С 1 февраля по 1 марта 2012 года слово PreCure было самым популярным, которое искали в Twitter, и вышло на первое место. Первое место подтверждалось в следующем месяце. В опросе, проведённом сайтом Biglobe 8 марта, на выборах «Лучшие воины Pretty Cure 2012», Инори Ямабуки/Кюа Пайн была выбрана самым популярным персонажем вселенной Pretty Cure. Кюа Пайн получила 2008 голосов из общего 17 285; второе место досталось Ицуки Мёдоин/Кюа Саншайн с 1622 голосами и третье — Миюки Хосизоре/Кюа Хэппи с 1.250 голосами.

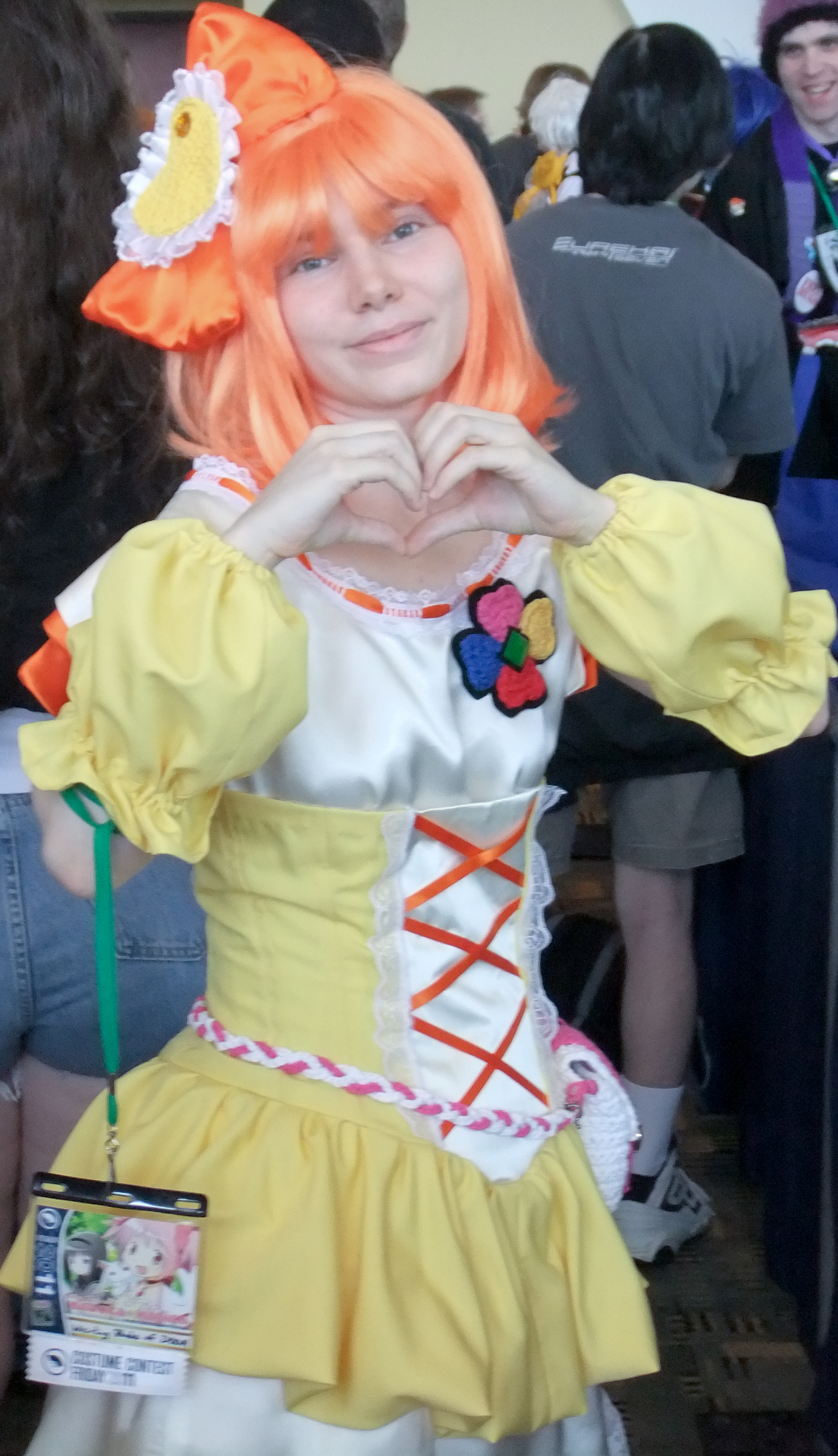
Косплей Кюа Пайн отаку 2011 года (Балтимор).

В опросе, проводимом 2 и 12 апреля 2012 в Bandai, у 2000 детей в возрасте от 0 до 12 лет спросили, какой их любимый сериал. Pretty Cure оказался на втором месте после Anpanman, перегнав One Piece, Doraemon, Pokémon и Hello Kitty. Pretty Cure получил 12,7 % на общую сумму 254 голосов.
28 октября вышло несколько CD-дисков под заголовком Cure Queentet! Image Sound Party, содержащих 34 оригинальных трека в исполнении Рич, Г. Томато, Надзо Ину, Джонни, RIO и Симомо. По этому случаю были созданы шесть новых Pretty Cure, каждая из которых представляет собой музыкальный инструмент со своим цветом: Юки Сиракасэ/Кюа Сноу — серый, Рико Тоума/Кюа Ликопин — красный, Тика Хадзуки/Кюа Леаф — зелёный, Кидзаки Таканэ/Кюа Сэкуси — жёлтый, Хигурэ Ёсино/Кюа Твиллинг — синий, Мико Мицухэн/Кюа Плам — сливовый. Герои были созданы Хисахи Икумасой, стиль которых придумала Ёсихико Умакоти, дизайнера персонажей седьмого сезона Heartcatch Precure.
В середине ноября 2012 года в кинотеатре Warner Mycal Urawamisono было организовано мероприятие празднования 10 миллионов проданных билетов фильма Smile Precure, ставшим самым популярным из серии. Уже в первый уик-энд он добрался до первой строчки в рейтинге.

### По всему миру
Сериал Pretty Cure вышел по всему миру с 2005 года. Андрэа Лэнг, вице-президент немецкой телевизионной сети RTL II, объявил в 2004 году, приобретая права на первый сезон, что Pretty Cure, напоминает Sailor Moon, но полон яркого цвета, и там намного больше действия".
После просмотра седьмого сезона во Франции директор Animeland сказал, что впечатлён отличным представлением Парижа.

## Комментарии
1. ↑  Splash★Star единственный сезон, в котором воительницы способны переключаться во время боя на другую силу, например, в All Stars фильмах.
2. ↑  Сестры Кирюи превращаются в Pretty Cure благодаря Мупу и Фупу, однако официально они не признаны воительницами, входящими в основную команду PreCure. Первой официальной воительницей, вышедшей из стана врага, считается Ис (Кюа Пэшн).
3. ↑  В полнометражном мультфильме данного сезона имеются злодеи в виде клонов главных героинь, которые были уничтожены воительницами. Тёмные двойники имеются также и в HeartCatch PreCure!, но в произведениях All Stars ни один из них не появляется.
4. ↑  Шайни Люминос и Милки Роуз являются воительницами, которые не именуются Pretty Cure, но все же официально входят в общую команду.
5. ↑  В Heartcatch PreCure!, рассказывая об истории Дерева Сердец, говорится о Кюа Эндж. Но формально она не является частью общей команды
6. ↑  В отличие от Тёмной Пятёрки, Миражей ПриКюа, Кюа Эндж и ПриКюа Плохого Конца, Кюа Эко первая из эксклюзивных персонажей, входящих в официальный состав команды PreCure.
7. ↑  Несмотря на отсутствие устройства для превращения, белый Кюа Декор появляется после обратного превращения Аюми. Неизвестно, будет ли он использован в дальнейшем, но в продажу вышел Пакт Улыбок для Кюа Эко, входящий в серию Smile PreCure!.
8. ↑  Кюа Мофурун появилась только в фильме Maho Girls Precure! The Movie: Miraculous Transformation! Cure Mofurun!, как эксклюзивная Кюа. В официальный состав команды PreCure не входит.
9. ↑  Хотя самый первый юноша Прикюа появился в HUGtto! Pretty Cure (Кюа Инфини), Кюа Винг считается первым юношей, официально зачисленным в команду PreCure.